# Crissement
Un crissement est un bruit aigu produit par le frottement de certains corps entre eux, notamment de plusieurs dents l'une contre l'autre. Il est généralement considéré comme désagréable, en particulier lorsqu'il est généré par un bâton de craie ou des ongles qui ripent contre un tableau noir, situation qui peut causer des frissons à certaines personnes sensibles exposées. Aussi le crissement est un objet d'étude de la tribologie, qui cherche à le réduire, en particulier dans le domaine des transports, où il peut aussi bien provenir des freins d'un véhicule qui cherche à décélérer brusquement que des roues de ce véhicule lorsqu'il prend un virage serré à vive allure.